# Edit Várkonyi
Edit Várkonyi, coniugata Toldiné (1923 – ...), è stata una cestista ungherese.

## Carriera
Con l'Ungheria ha disputato i Campionati europei del 1952.